# Bracklinn Falls
Bracklinn Falls è il nome collettivo di una serie di cascate formate dal fiume Keltie Water nei pressi di Callander ( area amministrativa di Stirling, Scozia). Il loro nome delle potrebbe significare pozza di schiuma bianca.

## Descrizione

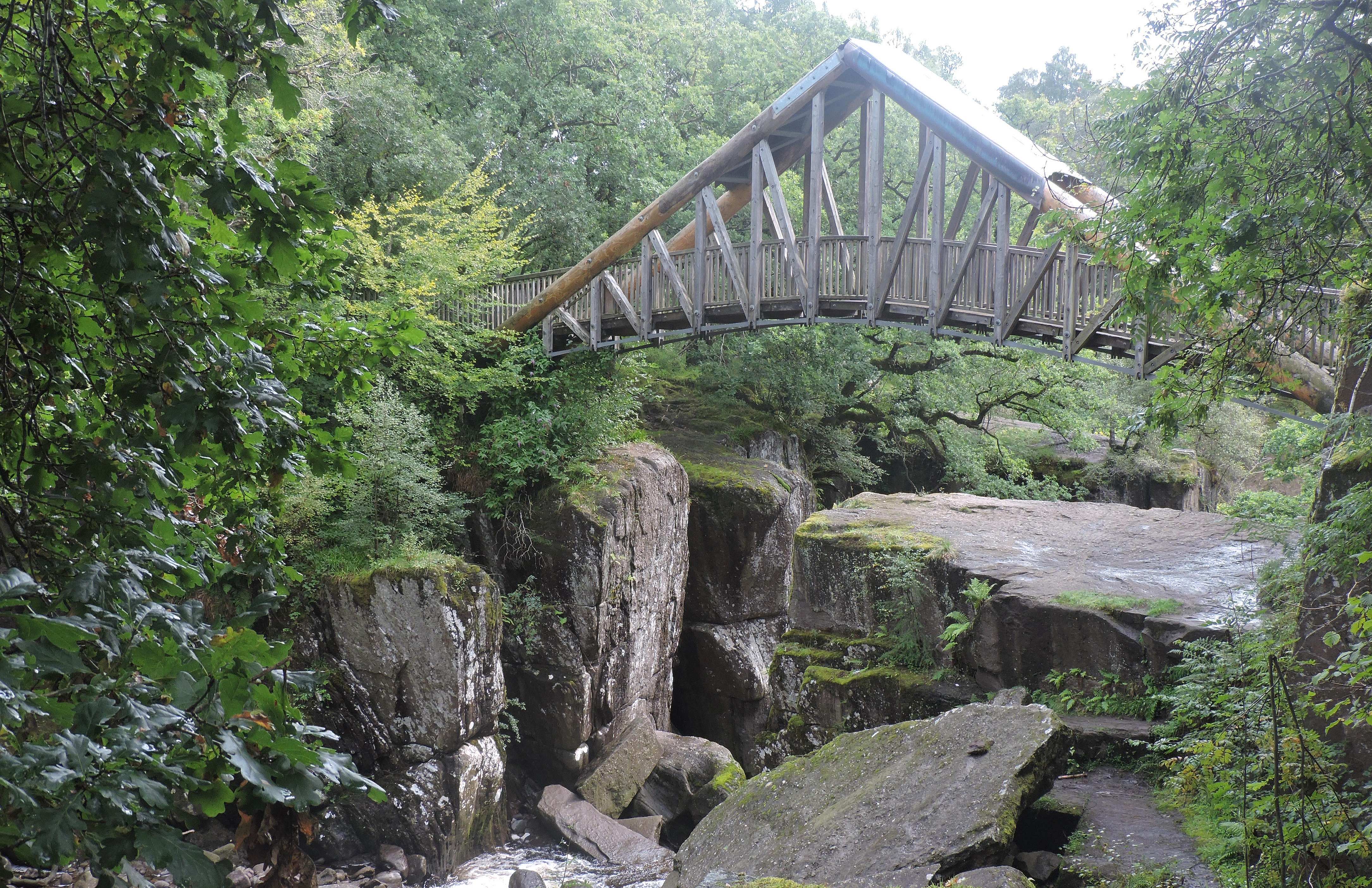
Il ponte nel 2018

Le cascate sono formate dal fiume Keltie Water quando questo attraversa la faglia delle Highland, la struttura geologica che separa le Highlands dalle Lowlands. Il salo più alto misura 6 metri o 21 piedi. Le cascate sono tutelate dal Parco nazionale Loch Lomond e Trossachs e già nell'Ottocento erano considerate una attrazione turistica.

### Il ponte
Nel 2004, un ponte pedonale in acciaio che da molto tempo permetteva di attraversare le cascate venne spazzato via da una piena. Nell'ottobre del 2010 un nuovo ponte fatto di legno e rame, del peso di 20 tonnellate e con una luce di 20 metri, venne posizionato a mano sulla profonda gola dove scorre il fiume, dato che la difficile collocazione rendeva impossibile l'utilizzo di una gru. Nel luglio 2011 questa opera ingegneristica venne premiata nell'ambito dellInternational Footbridge Awards.

## Accesso
Un breve itinerario escursionstico permette di raggiungere a piedi le cascate partendo da uno spiazzo adibito a parcheggio nei pressi di Callander.

## Galleria d'immagini

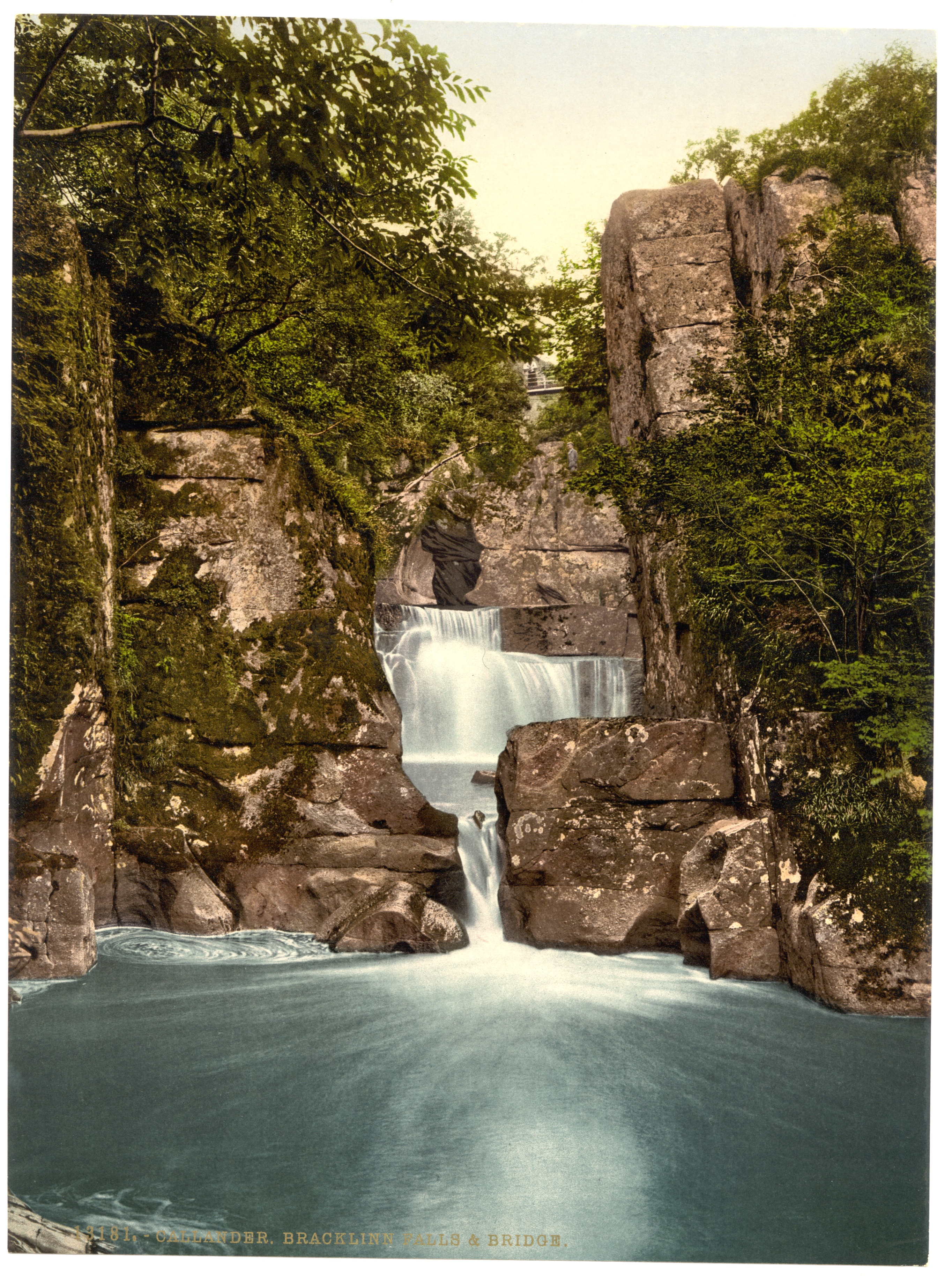
Le cascate e il ponte anni Novanta del XIX secolo
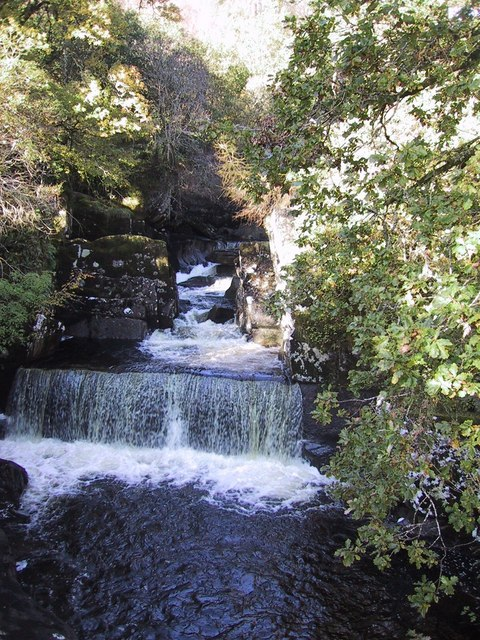
La cascate nel 2002
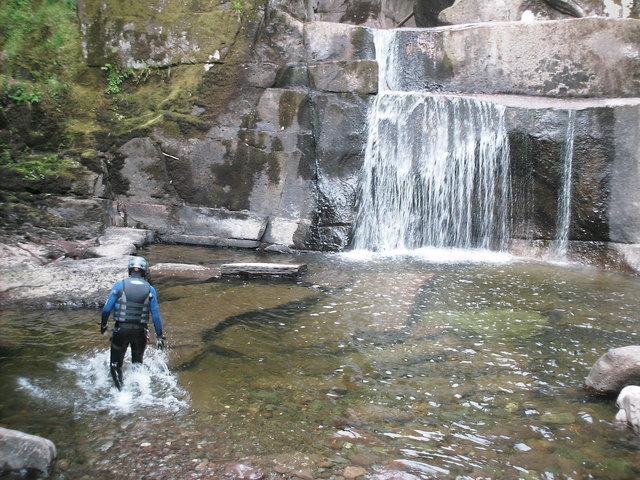
Le cascate con una figura umana per confronto
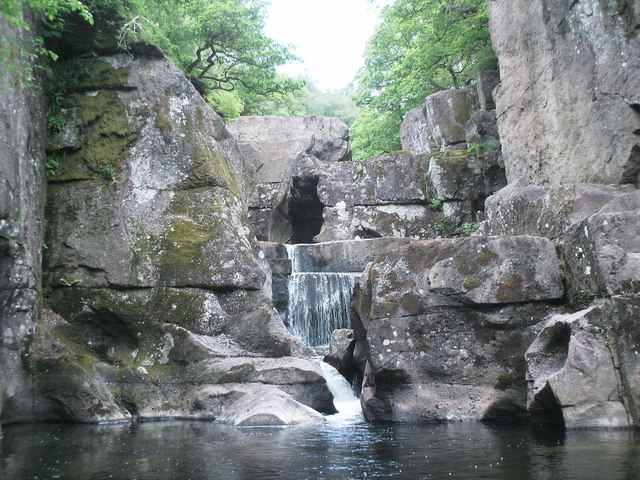
Le cascate nel 2009, prima della ricostruzione del ponte